# Darzeh
Darzeh (persiska: درزه) är en ort i Iran.   Den ligger i provinsen Kerman, i den sydöstra delen av landet, 1 200 km sydost om huvudstaden Teheran. Darzeh ligger 822 meter över havet och antalet invånare är 294.
Terrängen runt Darzeh är platt åt nordost, men åt sydväst är den kuperad.Runt Darzeh är det glesbefolkat, med 8 invånare per kvadratkilometer. Närmaste större samhälle är Sūrgāh, 15,9 km sydost om Darzeh. Trakten runt Darzeh består i huvudsak av gräsmarker.